# Tony Toklomety
Anthony Stanislas Toklomety (Cotonou, 8 marzo 1984) è un ex calciatore beninese, di ruolo difensore.

## Biografia
Anche suo figlio Idan Gorno è un calciatore professionista.

## Caratteristiche tecniche
Era un terzino sinistro.

## Carriera

### Club
Ha giocato per gran parte della propria carriera al Postel Sport. Nel 2009 si è trasferito all'Enyimba. Nel 2013 è stato acquistato dal La Marsa.

### Nazionale
Ha debuttato in Nazionale nel 2001. Ha partecipato, con la Nazionale, alla Coppa d'Africa 2004. Ha collezionato in totale, con la maglia della Nazionale, 19 presenze.